# União Soviética nos Jogos Olímpicos de Inverno de 1984
A União Soviética mandou 99 competidores que disputaram dez modalidades nos Jogos Olímpicos de Inverno de 1984, em Sarajevo, na Iugoslávia. A delegação conquistou 25 medalhas no total, sendo seis de ouro, dez de prata e nove de bronze.